# グローヴヒル
グローヴヒル (Grove Hill) は、アメリカ合衆国アラバマ州クラーク郡に位置している町である。2000年の統計によると、総人口は1,438人である。グローヴヒルは、クラーク郡の郡庁所在地である。

## 地理
グローヴヒルは、北緯31度42分22.093秒、西経87度46分27.386秒 (31.706137, -87.774274) に位置している。
アメリカ合衆国統計局によると、この町は総面積12.9 km² (5.0 mi²) である。このうち12.9 km² (5.0 mi²) が陸地であり、水域は存在しない。

## 人口勢力
2000年の国勢調査で、この町は人口1,438人、582世帯、及び387家族が暮らしている。人口密度は111.7/km² (289.6/mi²) である。53.1/km² (137.8/mi²) の平均的な密度に684軒の住宅が建っている。この町の人種的な構成は白人61.96%、アフリカン・アメリカン37.27%、先住民0.21%、アジア0.00%、太平洋諸島系0.00% 、その他の人種0.21%、及び混血0.35%である。人口の0.35%はヒスパニックまたはラテン系である。
582世帯のうち、27.5%が18歳未満の子供と一緒に生活しており、46.9%は夫婦で生活している。17.4%は未婚の女性が世帯主であり、33.5%は家族以外の住人と同居している。32.1%は独身の居住者が住んでおり、17.7%は65歳以上で独居である。1世帯の平均人数は2.35人であり、家庭の場合は、2.99人である。
この町内の住民は23.2%が18歳未満の未成年、18歳以上24歳以下が9.9%、25歳以上44歳以下が25.8%、45歳以上64歳以下が23.2%、及び65歳以上が18.0%にわたっている。中央値年齢は40歳である。女性100人ごとに対して男性は91.0人である。18歳以上の女性100人ごとに対して男性は82.6人である。
この町の世帯ごとの平均的な収入は31,012米ドルであり、家族ごとの平均的な収入は36,833米ドルである。男性は35,481米ドルに対して女性は20,438米ドルの平均的な収入がある。この町の一人当たりの収入 (per capita income) は16,459米ドルである。人口の18.5%及び家族の13.4%は貧困線以下である。全人口のうち18歳未満の23.3%及び65歳以上の26.7%は貧困線以下の生活を送っている。